# Julio Nieto Bernal
Julio Nieto Bernal (Bucaramanga, 13 d'abril de 1938 - Bogotà, 31 de desembre de 2008), va ser un periodista colombià, considerat com una de les 'llegendes' de la ràdio en aquest país.

## Biografia
Va estudiar Batxillerat en el Col·legi Santander de la seva ciutat, es va graduar d'advocat en la Universitat Javierana de Bogotà en 1957, amb la tesi Aspectos Jurídicos de la Radiodifusión Colombiana, i es va especialitzar en Desenvolupament Econòmic en la Universitat de Vanderbilt (Nashville, Tenn) en 1964 amb el projecte de treball: Desarrollo Urbano e Industrial en Santander. Va complementar els seus estudis en mitjans massius de Comunicació a la Universitat de Brandeis (Massachusetts), a la Universitat de Loyola (Louisiana) i a la Universitat Stanford (Califòrnia). Va combinar la seva activitat professional, entre l'exercici del periodisme en els diferents mitjans al seu país natal, Colòmbia, durant 50 anys, amb el servei públic, la docència i la consultoria gerencial.
Els seus inicis en el periodisme van esdevenir en la dècada de 1950 en les carreres d'hípica. Des de llavors va treballar en diversos mitjans de comunicació, destacant-se a RCN Radio, i a Caracol Radio on va ser un dels pioners del programa matutí 6 AM el 1979. També va treballar per als diaris El Espectador i La República. Va ser creador dels programes de ràdio Monitor i Pase la Tarde con Caracol, el primer d'ells guanyador del Premi Ondas de la Ràdio Iberoamericana en 1962. Durant el govern del president Belisario Betancur Cuartas, al començament dels dècada de 1980, Julio Nieto Bernal va ser director de l'Instituto Colombiano del Deporte (Coldeportes). També va ser Ministre Conseller de l'Ambaixada de Colòmbia a l'Argentina en 1971, Secretari de Govern de Bogotà en 1982 i Secretari de Premsa en el Govern del president Misael Pastrana en 1970.
Dels últims treballs que va realitzar estava en l'àrea de cultura i entreteniment, com a director del noticiari de televisió Telepaís, emès en el Canal Uno, a més de conductor de programes periodístics Línea de Noche i Forjadores de la Cultura al Canal Uno. Va realitzar 25 curtmetratges cinematogràfics entre ells Infancia. Va ser professor d'humanitats al Col·legi d'Estudis Superiors d'Administració CESSA, de mediològica en la Universitat del Rosario, d'èmfasis radial a la Universitat Sergio Arboleda i en els seus últims dies era docent a l'Escola d'Administració de Negocis EAN.
Va rebre el guardó del Premi Nacional de Ciència Alejandro Angel Escobar, La Creu del Mèrit Industrial pel seu treballs sobre Economia de la Productivitat i el Premi Simón Bolivar "Vida i Obra d'un Periodista" rebut al setembre de 2001. Va rebre també l'Orde al Mèrit de la República Federal d'Alemanya i l'Orde d'Isabel la Catòlica de l'Estat Espanyol. La seva defunció es va produir per un aturada cardíaca en la seva residència situada al nord de Bogotà, la nit del 31 de desembre de 2008. És considerat com el Gran Mestre de la Ràdio Colombiana i entre els seus alumnes es troben els seus dos fills, Andrés Nieto Molina i Alejandro Nieto Molina, avui dedicats a seguir els seus passos en el món radiofònic.

## Publicacions
- Aspectos jurídicos de la radiodifusión colombiana, 1957
- Claves para un país moderno: teoría y práctica de la productividad, 1964
- Productividad y abundancia: incorporación de la productividad a la vida colombiana, 1966
- Compañía ilimitada: reportaje a los grandes grupos económicos, 1997
- Magnates en crisis: lo bueno, lo malo y lo feo del capitalismo salvaje, 2003